# サンレレ
サンレレ（Sunlele）は、有限会社マチダヤ・コーポレーションが制作・販売している、沖縄楽器の三線とハワイ楽器のウクレレを組み合わせた弦楽器である。

## 解説
ウクレレには4本の弦が存在するが、サンレレは三線と同じく3本の弦で音を表現する。胴体には三線には無いフレットが付いているため、比較的習得しやすい設計になっている。
ボディの材質はマホガニー製、アクリル製が存在する。